# Archipelag Bismarcka

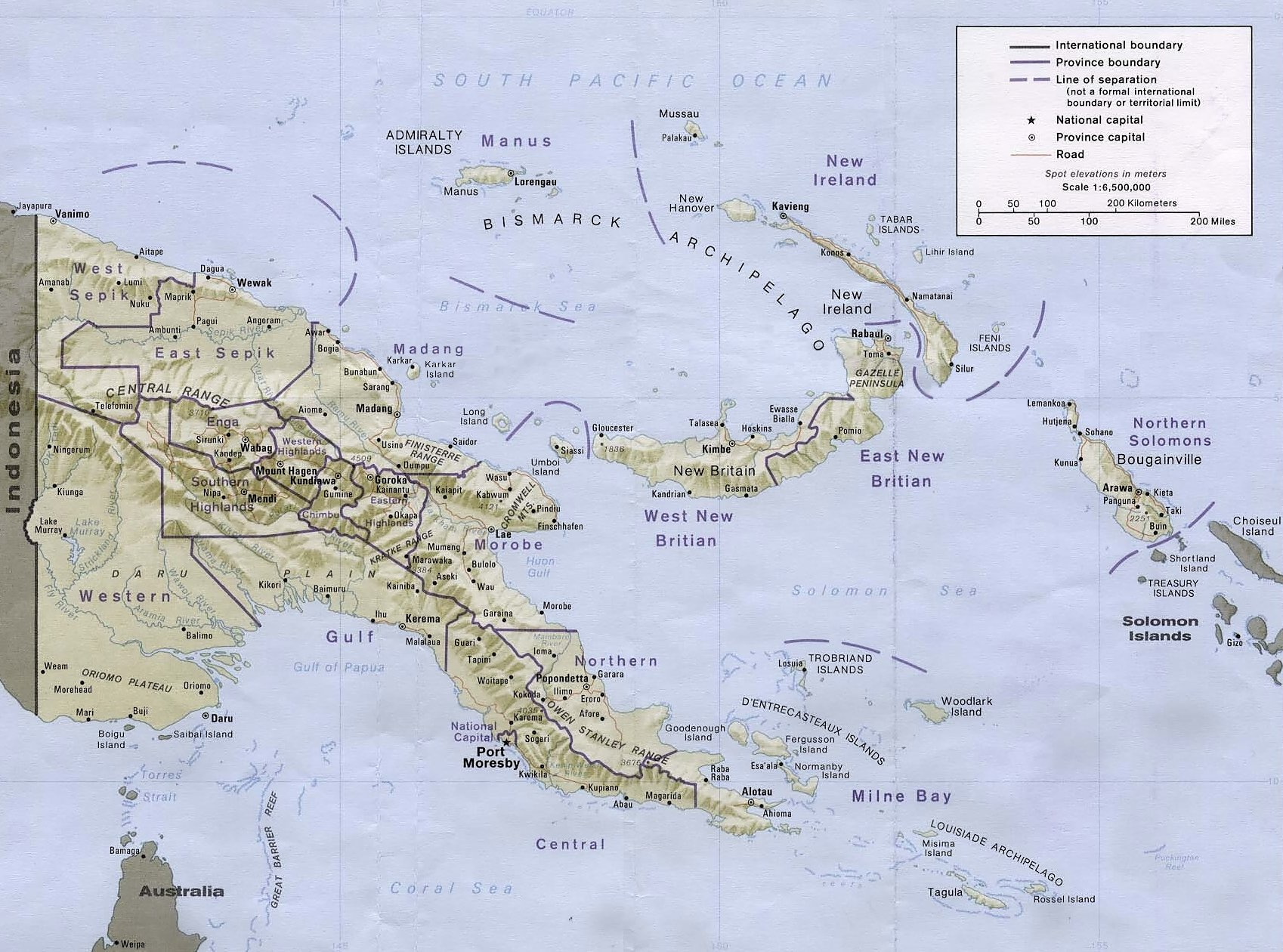
Nowa Gwinea oraz Archipelag Bismarcka

Archipelag Bismarcka – grupa wysp w zachodniej części Oceanu Spokojnego, w Melanezji, na północny wschód od Nowej Gwinei, od której oddzielają ją Morze Bismarcka (Nowogwinejskie) i Morze Salomona, administracyjnie część Papui-Nowej Gwinei.

## Geografia
Powierzchnia archipelagu wynosi 49,2 tys. km². Największym miastem jest Rabaul na Nowej Brytanii. Wyspy zamieszkuje głównie ludność melanezyjska, a także mniej liczni Polinezyjczycy i Papuasi. Mieszkańcy zajmują się głównie rolnictwem i rybołówstwem.
Największe wyspy to: Nowa Brytania i Nowa Irlandia, oprócz tego ważniejszymi są Wyspy Admiralicji, Nowy Hanower i Duke of York Islands. Większe wyspy mają pochodzenie kontynentalne, mniejsze – wulkaniczne albo koralowe.

## Demografia
Na obszarze Archipelagu Bismarcka znajdują się 4 prowincje: Nowa Brytania Wschodnia, Manus, Nowa Irlandia i Nowa Brytania Zachodnia. Według spisu powszechnego z roku 2011 i lat ubiegłych liczyły one odpowiednio daną liczbę mieszkańców:
| Prowincja               | 1980    | 1990    | 2000    | 2011    |
| ----------------------- | ------- | ------- | ------- | ------- |
| Manus                   | 26 036  | 32 840  | 43 387  | 60 485  |
| Nowa Irlandia           | 66 028  | 86 999  | 118 350 | 194 067 |
| Nowa Brytania Wschodnia | 133 197 | 185 459 | 220 133 | 328 369 |
| Nowa Brytania Zachodnia | 88 941  | 130 190 | 184 508 | 264 264 |

Co daje łączną sumę 847 185 mieszkańców w roku 2011. W 1966 wyspy zamieszkiwało około 216 tysięcy osób.

## Historia

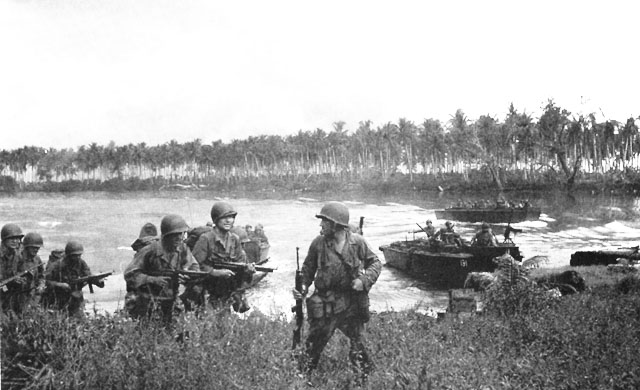
Amerykańscy żołnierze lądują na wyspie Los Negros w Archipelagu Bismarcka, 29 lutego 1944

Archipelag Bismarcka w latach 1884–1919 był kolonią niemiecką jako część protektoratu Nowej Gwinei Niemieckiej, z tego okresu wzięła się nazwa, pochodząca od nazwiska niemieckiego kanclerza Ottona von Bismarcka. W 1920 roku jako terytorium mandatowe przeszedł pod administrację australijską. Podczas II wojny światowej od 1942 znajdował się pod okupacją japońską. Po wojnie stanowił część terytorium powierniczego Nowej Gwinei Australijskiej. Od 1975 roku jest częścią niepodległej Papui-Nowej Gwinei.

## Awifauna
Nowa Brytania, Nowa Irlandia, Nowy Hanower i okoliczne wyspy oraz Wyspy Admiralicji są uznane za Endemic Bird Areas. Przykładem gatunków występujących na tych wyspach jest zagrożony kurtaczek wspaniały (Pitta superba), narażone: pszczołojad ciemny (Henicopernis infuscatus), gołąb żółtonogi (Columba pallidiceps), cudolotka białogardła (Henicophaps foersteri), płomykówka złotawa (Tyto aurantia), sowica cynamonowa (Ninox odiosa), zimorodek atolowy (Ceyx websteri), kakadu niebieskooka (Cacatua ophthalmica) i wachlarzówka czerwonawa (Rhipidura semirubra). Z gatunków bliskich zagrożenia występują tu na przykład ogonówka biało-czarna (Reinwardtoena browni), muszkatela srokata (Ducula spilorrhoa), a z gatunków o statusie niedostateczne dane – salangana melanezyjska (Aerodramus orientalis).